# Dieter Puschel
Dieter Puschel (* 23. Juni 1939 in Berlin; † 31. Mai 1992 in Stommeln) war ein deutscher Radrennfahrer und Sportlicher Leiter im Radsport. Er war von 1961 bis 1979 Profi.

## Karriere
Puschel wurde bei den Amateuren im Jahr 1960 Deutscher Meister im 100-km-Mannschaftszeitfahren mit dem Vierer der NRVg Luisenstadt. Im selben Jahr gewann er die Berliner Vier-Etappenfahrt und schaffte damit seinen ersten großen Einzelerfolg. Er wurde in das Aufgebot des Bund Deutscher Radfahrer für die Straßen-Weltmeisterschaft 1960 auf dem Sachsenring benannt.
1961 wechselte er zu den Profis und unterschrieb zuerst einen Vertrag bei Berolina, gewann den Großen Preis Fichtel & Sachs und wurde deutscher Vizemeister im Straßenfahren. Danach nahm Puschel Tour de France, die er als 35. beendete. Zur Saison 1962 wechselte er zum belgischen Radsportteam Wiel’s-Groene Leeuw, in dem er Tour de France 1962 bestritt und 28. im Gesamtklassement wurde. In seinem zweiten Jahr im bezahlten Lager den Gewinn der Deutschen Straßenmeisterschaft. Er fuhr in verschiedenen Mannschaften u. a. mit Sigi Renz, Hennes Junkermann, Wilfried Peffgen, Charly Gaul, Karl-Heinz Kunde und Rudi Altig.
Speziell bei den Rundfahrten wie der Tour de France und dem Giro d’Italia zeichnete er sich als guter Kletterer aus. 1963 erzielte er mit Platz 15 die beste Platzierung bei der Frankreich-Rundfahrt, bei der er siebenmal am Start war. 1972 fuhr er letztmals die Grande Boucle in Frankreich im deutschen Rokado-Team und belegte Platz 42 in der Gesamtwertung. Seitdem startete er nur noch bei kleineren Rundstreckenrennen und Sechstagerennen. 1979 fuhr er 40-jährig seine letzte Saison im deutschen Kondor-Team. Insgesamt gewann er 10 Rennen bei den Berufsfahrern.
Nach Beendigung seiner Profilaufbahn arbeitete Dieter Puschel als Manager für Radsportler wie Dietrich Thurau und Gregor Braun. 1979 und 1980 war er Sportlicher Leiter im Team Kondor.
Ende der 80er Jahre zog er sich ganz aus dem Radsport zurück und widmete sich seinem Radsportgeschäft in Köln-Esch.